# Giải bóng đá Hạng Nhì Quốc gia 2009
Giải bóng đá Hạng Nhì Quốc gia năm 2009 là giải thi đấu bóng đá cấp câu lạc bộ cao thứ 3 trong hệ thống các giải bóng đá Việt Nam (sau Giải bóng đá hạng nhất quốc gia Việt Nam 2009 và Giải bóng đá hạng nhất quốc gia Việt Nam 2009). Mùa giải này là mùa giải thứ 13 do VFF khởi xướng và quản lý giải đấu. Mùa giải này có tổng cộng 18 đội tham dự, chia làm hai giai đoạn. Giai đoạn vòng loại diễn ra từ ngày 12 tháng 5 và kết thúc vào ngày 16 tháng 6 năm 2009. Giai đoạn Vòng chung kết sẽ diễn ra từ ngày 24 đến ngày 26 tháng 6 năm 2009.

## Thể lệ
Giải bóng đá Hạng Nhì Quốc gia năm 2009 có tổng cộng 18 đội tham dự, trong đó gồm: Hai đội bóng hạng Nhất năm 2008 xuống thi đấu ở hạng Nhì năm 2009: Quân khu 5 và Công an Nhân dân (Quân khu 7 đã chuyển giao cho Công an Nhân dân). Mười bốn đội hạng Nhì năm 2008: Bình Thuận, CLB TP Hồ Chí Minh, Cà Mau, Dược phẩm Cần Giờ, Đăk Lăk, Đá Mỹ Nghệ Sài Gòn, Hà Tĩnh, Hoàng Trần Sinotruck (Sara Window đổi tên), Hoàng Quân Vĩnh Long, Nguyễn Hoàng Kiên Giang, Ngói Đồng Tâm Long An, Lâm Đồng, TDC Bình Dương và Xi măng Hoà Phát. Hai đội bóng hạng Ba năm 2008 được lên thi đấu ở hạng Nhì năm 2009: Trung tâm đào tạo Bóng đá Viettel và Maseco Arirang. Mười tám đội bóng được chia làm ba bảng A-B-C theo khu vực địa lý, mỗi bảng 6 đội thi đấu theo thể thức vòng tròn hai lượt đi và về (sân nhà và sân đối phương) để tính điểm, xếp hạng ở mỗi bảng. 3 đội xếp thứ nhất ở mỗi bảng và một đội xếp thứ nhì có chỉ số cao hơn tại ba bảng sẽ giành quyền vào thi đấu tại vòng chung kết. Hai đội xếp thứ sáu tại ba bảng có điểm, chỉ số phụ thấp hơn sẽ xuống hạng.
Tại Vòng chung kết, 4 đội chia làm hai cặp thi đấu loại trực tiếp, 2 đội thắng sẽ thi đấu trận Chung kết và được quyền thi đấu ở giải bóng đá hạng Nhất quốc gia năm 2010.

## Bảng xếp hạng vòng loại
| VT | Đội                 | ST | T | H | B | BT | BB | HS | Đ  | Giành quyền tham dự    |
| -- | ------------------- | -- | - | - | - | -- | -- | -- | -- | ---------------------- |
| 1  | Quân Khu 5          | 10 | 6 | 0 | 4 | 16 | 11 | +5 | 18 | Tham dự Vòng chung kết |
| 2  | Viettel             | 10 | 5 | 1 | 4 | 10 | 9  | +1 | 16 | Tham dự Vòng chung kết |
| 3  | Hà Tĩnh             | 10 | 4 | 3 | 3 | 13 | 11 | +2 | 15 |                        |
| 4  | Công An Nhân Dân    | 10 | 5 | 0 | 5 | 15 | 15 | 0  | 15 |                        |
| 5  | Hoàng Trần Sinotruk | 10 | 3 | 2 | 5 | 7  | 13 | −6 | 11 |                        |
| 6  | Xi măng Hòa Phát    | 10 | 2 | 4 | 4 | 7  | 9  | −2 | 10 |                        |

| VT | Đội               | ST | T | H | B | BT | BB | HS | Đ  | Giành quyền tham dự    |
| -- | ----------------- | -- | - | - | - | -- | -- | -- | -- | ---------------------- |
| 1  | TDC Bình Dương    | 8  | 4 | 4 | 0 | 10 | 4  | +6 | 16 | Tham dự Vòng chung kết |
| 2  | Bình Thuận        | 8  | 4 | 1 | 3 | 10 | 7  | +3 | 13 |                        |
| 3  | Lâm Đồng          | 8  | 2 | 5 | 1 | 5  | 4  | +1 | 11 |                        |
| 4  | Dược Phẩm Cần Giờ | 8  | 1 | 4 | 3 | 3  | 8  | −5 | 7  |                        |
| 5  | Đắk Lắk           | 8  | 1 | 2 | 5 | 2  | 7  | −5 | 5  |                        |

| VT | Đội                     | ST | T | H | B | BT | BB | HS  | Đ  | Giành quyền tham dự    |
| -- | ----------------------- | -- | - | - | - | -- | -- | --- | -- | ---------------------- |
| 1  | Kiên Giang              | 10 | 8 | 2 | 0 | 22 | 9  | +13 | 26 | Tham dự Vòng chung kết |
| 2  | Maseco Arirang          | 10 | 4 | 2 | 4 | 8  | 12 | −4  | 14 |                        |
| 3  | Đồng Tâm Long An B      | 10 | 3 | 3 | 4 | 13 | 12 | +1  | 12 |                        |
| 4  | Cà Mau                  | 10 | 4 | 0 | 6 | 7  | 12 | −5  | 12 |                        |
| 5  | Thành phố Hồ Chí Minh B | 10 | 3 | 2 | 5 | 12 | 14 | −2  | 11 |                        |
| 6  | Hoàng Quân Vĩnh Long    | 10 | 2 | 3 | 5 | 14 | 17 | −3  | 9  | Xuống hạng Ba 2010     |

Ghi chú
1. ↑  Với tư cách đội nhì bảng có thành tích tốt nhất.
2. ↑  Đội xếp thứ 6 có thành tích kém hơn.[2]

## Vòng chung kết

### Bán kết
Chiều ngày 24 tháng 6 năm 2009, vào lúc 15h30 và 17h40 trên Sân vận động Quy Nhơn, Bình Định đã diễn ra hai trận Bán kết giải Bóng đá Hạng nhì Quốc gia 2009. Sau hai trận bán kết, hai đội TDC Bình Dương và Viettel giành quyền thăng hạng.
| Quân khu 5                                                                                                | 1–6      | TDC Bình Dương |
| --- | -------- | --- |
| - Trần Oanh Việt (10) 35' - Nguyễn Văn Thông (13) 22' - Nguyễn Thanh Nam (9) 87' - Lê Văn Phùng (5) 90+2' | Chi tiết | - Phan Viết Đàn (9) 6', 20', 46' - Nguyễn Vũ Dương (7) 72' 52' - Trịnh Xuân Thành (26) 77' - Hoàng Trọng Phú (8) 89' - Nguyễn Văn Thạnh (12) 6' - Lê Đức Giang (16) 12' 80' |

| Nguyễn Hoàng Kiên Giang    | 1–1 2–4 (pen.) | Viettel |
| -------------------------- | -------------- | --- |
| Nguyễn Trung Vĩnh (23) 88' | Chi tiết       | - Lê Xuân Trường (24) 34' - Nguyễn Quang Tú (2) 13' - Phạm Minh Hiếu (9) 45' - Hoàng Văn Thọ (23) 76' - Nguyễn Tuấn Anh (3) 84' |

### Chung kết
Chiều ngày 26 tháng 6 năm 2009, vào lúc 15h30 trên sân vận động Quy Nhơn, Bình Định đã diễn ra trận Chung kết Giải bóng đá Hạng nhì Quốc gia 2009. Ngôi vô địch đã thuộc về TDC Bình Dương sau khi vượt qua Viettel với tỷ số 4–3 trong loạt đá luân lưu 11 mét.
| TDC Bình Dương                                  | 1–1 4–3 (pen.) | Viettel                  |
| ----------------------------------------------- | -------------- | ------------------------ |
| - Hoàng Ngọc Hùng 34' - Nguyễn Doãn Bắc (11) 5' | Chi tiết       | - Lê Văn Lâm (5) 33' 70' |

## Tổng kết mùa giải
- Đội vô địch: TDC Bình Dương
- Đội á quân: Viettel
- Đội đoạt giải ba: Nguyễn Hoàng Kiên Giang và Quân khu 5
- Đội bóng lên hạng Nhất: TDC Bình Dương và Viettel
- Đội bóng xuống hạng: Hoàng Quân Vĩnh Long